# Технический регламент
Технический регламент (англ. technical regulation, фр. règlement technique) — документ, содержащий технические требования либо непосредственно, либо путем ссылки на стандарт или технические условия, либо путем включения в себя содержания этих документов:4.3.1. Является одним из видов регламента — документа, содержащего обязательные правовые нормы и принятого органом власти:4.3. Технический регламент содержит обязательные требования:п. 2. Для обеспечения соответствия техническим регламентам могут использоваться обязательные ссылки на стандарты,:В.20 ссылки на стандарты с твердой и скользящей идентификацией:В.18, В.19.
Исторически использовался термин техническая норма. Нормы можно разделить на две группы: технические и социальные. Техническими являются нормы, по которым человек может достигнуть желаемого воздействия на окружающую его природу и отдельных людей как обособленных единиц. Технические нормы распространяют свое действие на узкий круг специалистов, действуют непродолжительное время и по мере развития техники заменяются новыми нормами. По этой причине их нецелесообразно включать в систему законодательства, систематизицая происходит путем издания сборников по различным отраслям.

## Европейский союз
В Европейском Союзе действуют директивы нового и глобального подходов (англ. New and Global Approach) — законодательные инструменты, которые устанавливают обязательные требования к продукции в процессе проектирования, изготовления, реализации и утилизации. Члены Европейского Союза имеют право разрабатывать собственные механизмы исполнения европейских директив с более строгими требованиями.
При подтверждении соответствия продукции требованиям директив она может без каких-либо дополнительных процедур свободно экспортироваться на рынок США, Канады, Австралии, Израиля, Швейцарии, Новой Зеландии и Японии.
Форма оценки соответствия «ввод в эксплуатацию» используется для следующей продукции:
- которая может применяться только после сборки, установки и выполнении других манипуляций;
- на соответствие требований безопасности которой может повлиять условия поставки (например, условия хранения, транспортирования),
- которая не размещается на рынке перед вводом в эксплуатацию (например, изделия, изготовленные для собственного использования)[7].

Тексты директив публикуются на сайте eur-lex.europa.eu.

## США
Законодательство США не содержит отдельного понятия «технический регламент». Данному термину соответствуют стандарты, разработанные государственными органами (goverment-unique standards), добровольные стандарты, принятые в качестве обязательных (mandatory standards), а также отдельные требования, законодательно устанавливаемые регулирующим органом. В соответствии с законодательством государство при регулировании должно преимущественно руководствоваться добровольными стандартами, разработанными на основе консенсуса частными отраслевыми институтами стандартизации при участии в обсуждении всех заинтересованных лиц.

## Россия
В России порядок установления обязательных требований к продукции или к продукции и связанным с требованиями к продукции процессам отличается от порядка установления иных обязательных требований. Порядок установления требований к продукции определяется Договором о Евразийском экономическом союзе от 29 мая 2014 года, актами, составляющими право Евразийского экономического союза, и законодательством Российской Федерации о техническом регулировании.
Технический регламент Союза — документ, принятый Евразийской экономической комиссией (ЕЭК) и устанавливающий обязательные для применения и исполнения на территории Евразийского экономического союза (ЕАЭС) требования к объектам технического регулирования:п. 2. Кроме технических регламентов Союза в России действуют технические регламенты, принятые нормативными правовыми актами Российской Федерации. Российские технические регламенты действуют до момента вступления в силу технических регламентов Союза:п. 3. Существует единый перечень продукции, в отношении которой устанавливаются обязательные требования в рамках Союза и национального законодательства:п. 1.
До дня вступления в силу соответствующих технических регламентов административная ответственность в России применяется за неисполнение обязательных требований, установленных нормативными правовыми актами Комиссии Таможенного союза, а также не противоречащих им требований национальных нормативных правовых актов.

### История
До начала 50-х годов XX века в СССР при создании электроустановок руководствовались «Правилами безопасности и правилами устройства для электротехнических сооружений сильных токов низкого и высокого напряжений».
Исторически наименование «Правила безопасности и правила устройства» объясняется тем, что в изданиях до 1933 года сначала формулировались общие требования — «Правила безопасности», обозначавшиеся параграфами, а затем в отдельных абзацах тех же параграфов, указывались «Правила устройства», дававшие разъяснения относительно рекомендуемых способов исполнения требований «Правил безопасности». При пересмотре правил было признано излишним сохранять такое подразделение, и всем указаниям придан одинаково общий характер. Разделение на «Правила безопасности» и «Правила устройства» произошло в 1903—1904 гг. «Правила безопасности» утверждались правительственными органами Российской Империи, а «Правила устройства» одобрялись и рекомендовались Всероссийскими электротехническими съездами.
Понятия «Регламент» и «Технический регламент» в России впервые введены изменением № 2 (1996 год) в ГОСТ Р 1.0-92. Согласно этим определениям Регламент — документ, содержащий обязательные правовые нормы и принятый органами власти. Технический регламент — регламент, устанавливающий характеристики продукции (услуги) или связанных с ней процессов и методов производства. Он может также включать требования к терминологии, символам, упаковыванию, маркированию или этикетированию, либо быть целиком посвященным этим вопросам.
В 2003 году вступил в действие закон «О техническом регулировании», предусматривающий замену десятков тысяч ГОСТов и СанПиНов несколькими сотнями технических регламентов. Подразумевалось, что регламенты будут вводиться законами прямого действия, что исключит возможность ведомств создавать дополнительные административные барьеры.
В ряде федеральных законов установлены дополнительные требования к продукции и различным процессам. В соответствии с Федеральным законом от 21.07.1997 № 116-ФЗ «О промышленной безопасности» принимаются федеральные нормы и правила в области промышленной безопасности, а в соответствии с Федеральным законом от 21.12.1994 № 69-ФЗ «О пожарной безопасности» — требования пожарной безопасности. При этом требуется выполнять не только нормы технических регламентов, но и соблюдать технические требования, установленные иными нормативными актами, в том числе подзаконными.

## Оценка соответствия
Применение на добровольной основе стандартов, включенных в перечень к техническому регламенту, является достаточным условием соблюдения требований соответствующего технического регламента Союза. В случае неприменения данных стандартов осуществляется оценка соответствия на основе анализа рисков:п. 4.
В определении термина «техническое регулирование» указано, что оценка соответствия носит «правовой» характер, то есть требования к оценке соответствия являются обязательными:Ст. 2.

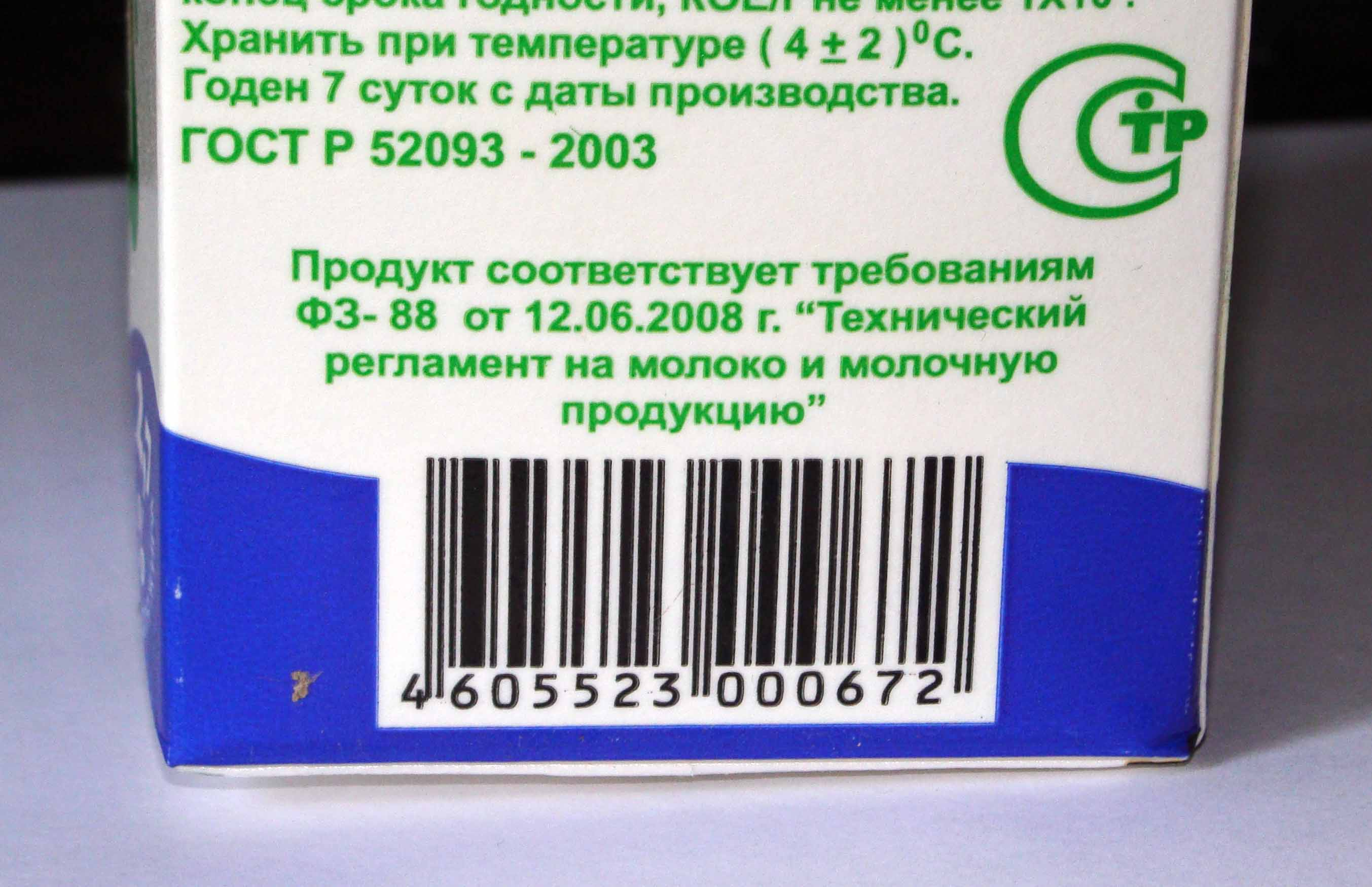
Утверждение о соответствии техническому регламенту на коробке с кефиром

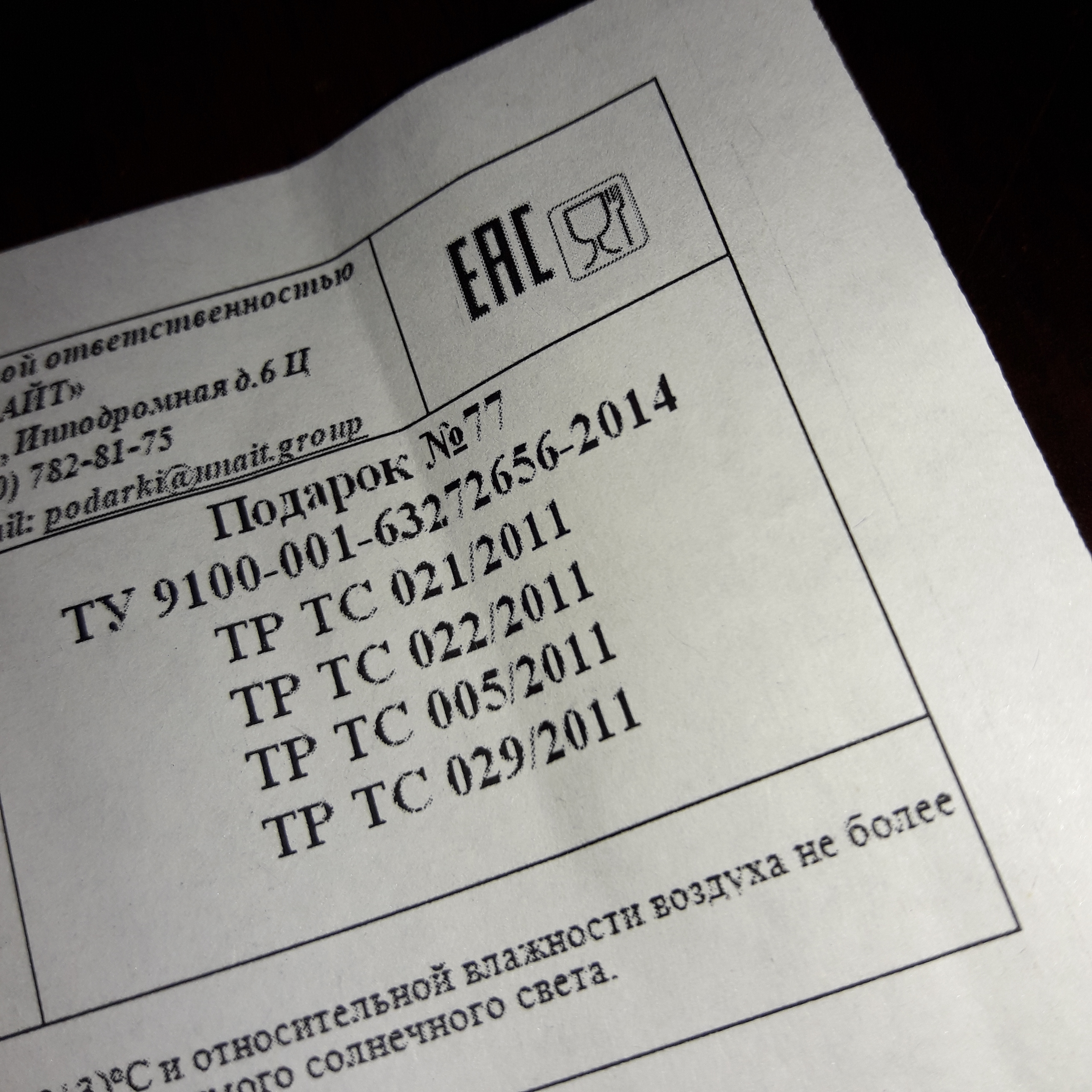
Номера технических регламентов на вкладыше в новогодний подарок с конфетами

Оценка соответствия может проводиться в формах государственного надзора, испытаний, регистрации, подтверждения соответствия, приёмки и ввода объекта в эксплуатацию и в иной форме:Ст. 7. Подтверждение соответствия является обязательной формой для всей продукции, к которой предъявляются требования технических регламентов, кроме зданий и сооружений.
Для зданий и сооружений оценка соответствия проводится в соответствии с техническим регламентом «О безопасности зданий и сооружений» в форме:
- удостоверения соответствия результатов инженерных изысканий требованиям регламента;
- удостоверения соответствия проектной документации перед началом строительства требованиям регламента;
- удостоверения соответствия перед вводом в эксплуатацию характеристик здания или сооружения, строительство которых завершено, требованиям регламента;
- периодического удостоверения при эксплуатации соответствия характеристик требованиям регламента и проектной документации[21].

После вступления технического регламента Таможенного союза производитель может выбрать любой тип стандарта из входящих в перечень к регламенту: межгосударственные стандарты или национальные стандарты любого государства, входящего в Таможенный союз. Например, российское предприятие имеет право производить свою продукцию по стандартам Белоруссии и продавать в России.
В перечнях к техническим регламентам в результате применения которых на добровольной основе обеспечивается соблюдение требований технического регламента существуют стандарты, позволяющие вместо выполнения конкретных решений приведенных в стандартах оценить риск:
- ТР ТС 010/2011 О безопасности машин и оборудования — ГОСТ ЕН 1050—2002 Безопасность машин. Принципы оценки и определения риска, СТБ ЕН 13478-2006 Безопасность машин. Противопожарная защита, СТБ ИСО 13849-2-2005 Безопасность машин. Элементы безопасности систем управления. Часть 2. Валидация;
- ТР ТС 011/2011 Безопасность лифтов — ГОСТ Р 53387-2009 (ИСО/ТС 14798:2006) Лифты, эскалаторы и пассажирские конвейеры. Методология анализа и снижения риска.

В мировой практике успешно используются опробованные системы управления рисками. Для пищевой и медицинской продукции популярны и хорошо зарекомендовали себя стандарты HACCP и GMP. Для обеспечения безопасности технических систем широко используется технологии IDEF, CALS, SADT, CASE. Отличительная особенность этих технологий — жесткая регламентация всех стадий жизненного цикла продукции, а не требований к самой продукции.

### Подтверждение соответствия
В отличие от других способов оценки соответствия, подтверждение соответствия применяется до стадии выпуска продукции в обращение и может быть осуществлено как изготовителями (поставщиками), то есть первой стороной (декларирование соответствия), так и независимыми от изготовителей (поставщиков) и потребителей (заказчиков) органами — третьей стороной (сертификация).
Если впервые выпускаемая в обращение продукция подлежит обязательной сертификации и в отношении неё отсутствуют или не могут быть применены документы в области стандартизации, применяемые на добровольной основе для обеспечения соблюдения требований технического регламента, изготовитель вправе осуществить декларирование соответствия на основании собственных доказательств:Ст. 25.
Декларация о соответствии и сертификат соответствия имеют равную юридическую силу:Ст. 23.

## Технические регламенты Евразийского экономического (Таможенного) союза

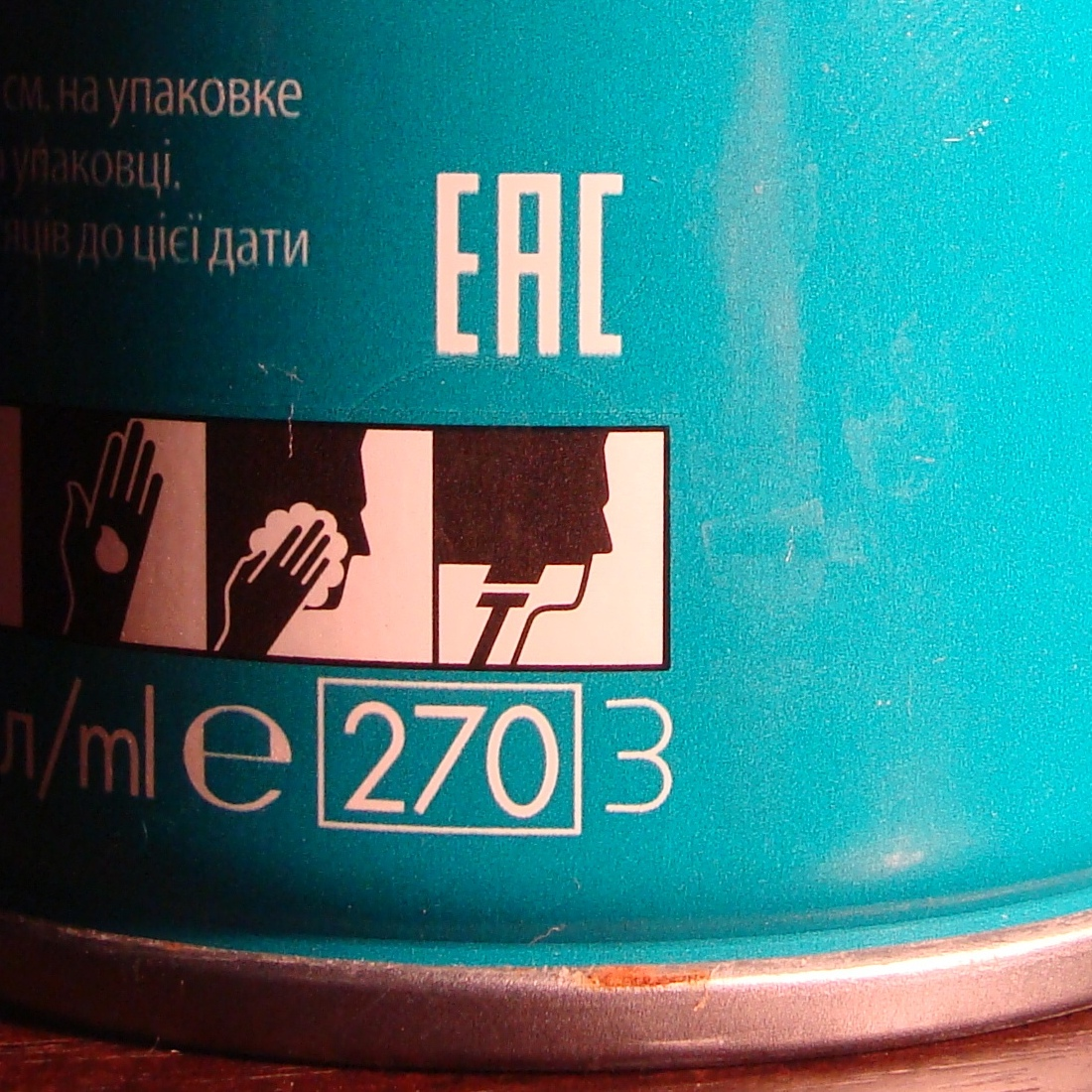
Знак обращения продукции на рынке Евразийского экономического союза

Конституция Российской Федерации относит к ведению Российской Федерации: федеральные энергетические системы, ядерную энергетику, расщепляющиеся материалы; федеральные транспорт, пути сообщения, информация и связь; деятельность в космосе; оборонное производство; производство ядовитых веществ, наркотических средств и порядок их использования.
В 2011 году для технического регулирования в рамках Таможенного союза принята европейская система «нового подхода», который предусматривает возможность установления в технических регламентах обобщенных требований безопасности, а конкретных требований — в стандартах.
Республика Беларусь, Республика Казахстан и Российская Федерация приступили к созданию единой системы технического регулирования. Правительственные инстанции трех стран передают свои полномочия по принятию технических регламентов Комиссии Таможенного союза. Одновременно с этим эта Комиссия осуществляет и координацию усилий трёх стран во всей сфере технического регулирования. В момент вступления в силу технических регламентов Таможенного союза национальные нормы прекращают своё действие. К 1 января 2012 года должны были функционировать только наднациональные нормы. Технические регламенты имеют прямое действие на территории трёх стран.
Технические регламенты гармонизируются с законодательством Евросоюза. Например, ТР ТС 004/2011 «О безопасности низковольтного оборудования» гармонизирован с Директивой Евросоюза 2006/95/ЕС. Но имеются отличия в части процедур подтверждения соответствия.
В график разработки первоочередных технических регламентов Таможенного союза на 2011 были включены 47 регламентов.
После вступления технического регламента Таможенного союза ранее действующий национальный государственный надзор в этой области перестает действовать. Новые надзорные органы должны определяться решением правительства. 15 февраля 2013 вступил в силу технический регламент Таможенного союза о безопасности лифтов, Ростехнадзор утратил право контроля над этой отраслью. Право на надзор вернулось 13 мая после принятия постановления правительства. Контроль и надзор за соблюдением обязательных требований национальных стандартов и технических регламентов до принятия Правительством Российской Федерации решения о передаче этих функций другим федеральным органам исполнительной власти осуществляет Федеральное агентство по техническому регулированию и метрологии.
Единый перечень продукции, в отношении которой устанавливаются обязательные требования в рамках Таможенного союза, утверждается решением Совета ЕЭК.
| Статус                             | Дата вступления в силу | Номер            | Наименование технического регламента | Директивы ЕС                      |
| ---------------------------------- | ---------------------- | ---------------- | --- | --------------------------------- |
| Действует                          | 15.02.2012             | ТР ТС 006/2011   | О безопасности пиротехнических изделий | 2013/29/EU                        |
| Действует                          | 01.06.2012             | ТР ТС 019/2011   | О безопасности средств индивидуальной защиты | 89/686/EEC                        |
| Действует                          | 01.07.2012             | ТР ТС 005/2011   | О безопасности упаковки | 94/62/ЕС                          |
| Действует                          | 01.07.2012             | ТР ТС 007/2011   | О безопасности продукции, предназначенной для детей и подростков                                                                                 |                                   |
| Действует                          | 01.07.2012             | ТР ТС 008/2011   | О безопасности игрушек | 2009/48/EC                        |
| Действует                          | 01.07.2012             | ТР ТС 009/2011   | О безопасности парфюмерно-косметической продукции                                                                                                |                                   |
| Действует                          | 01.07.2012             | ТР ТС 017/2011   | О безопасности продукции легкой промышленности                                                                                                   |                                   |
| Действует                          | 31.12.2012             | ТР ТС 013/2011   | О требованиях к автомобильному и авиационному бензину, дизельному и судовому топливу, топливу для реактивных двигателей и мазуту                 |                                   |
| Действует                          | 15.02.2013             | ТР ТС 004/2011   | О безопасности низковольтного оборудования | 2006/95/EC, 2014/35/EU            |
| Действует                          | 15.02.2013             | ТР ТС 010/2011   | О безопасности машин и оборудования | 2006/42/EC                        |
| Действует                          | 15.02.2013             | ТР ТС 011/2011   | Безопасность лифтов | 95/16/EC                          |
| Действует                          | 15.02.2013             | ТР ТС 012/2011   | О безопасности оборудования для работы во взрывоопасных средах                                                                                   | 2014/34/ЕС                        |
| Действует                          | 15.02.2013             | ТР ТС 016/2011   | О безопасности аппаратов, работающих на газообразном топливе                                                                                     | 2009/142/EC                       |
| Действует                          | 15.02.2013             | ТР ТС 020/2011   | Электромагнитная совместимость технических средств                                                                                               | 2004/108/ЕС                       |
| Действует                          | 01.07.2013             | ТР ТС 015/2011   | О безопасности зерна |                                   |
| Действует                          | 01.07.2013             | ТР ТС 021/2011   | О безопасности пищевой продукции |                                   |
| Действует                          | 01.07.2013             | ТР ТС 022/2011   | Пищевая продукция в части её маркировки |                                   |
| Действует                          | 01.07.2013             | ТР ТС 023/2011   | Технический регламент на соковую продукцию из фруктов и овощей                                                                                   |                                   |
| Действует                          | 01.07.2013             | ТР ТС 024/2011   | Технический регламент на масложировую продукцию                                                                                                  |                                   |
| Действует                          | 01.07.2013             | ТР ТС 027/2012   | О безопасности отдельных видов специализированной пищевой продукции, в том числе диетического лечебного и диетического профилактического питания |                                   |
| Действует                          | 01.07.2013             | ТР ТС 029/2012   | Требования безопасности пищевых добавок, ароматизаторов и технологических вспомогательных средств                                                |                                   |
| Действует                          | 01.02.2014             | ТР ТС 032/2013   | О безопасности оборудования, работающего под избыточным давлением                                                                                | 97/23/ЕС, 2009/105/ЕС, 2010/35/UE |
| Действует                          | 01.02.2014             | ТР ТС 026/2012   | О безопасности маломерных судов |                                   |
| Действует                          | 01.03.2014             | ТР ТС 030/2012   | О требованиях к смазочным материалам, маслам и специальным жидкостям                                                                             |                                   |
| Действует                          | 01.05.2014             | ТР ТС 033/2013   | О безопасности молока и молочной продукции |                                   |
| Действует                          | 01.05.2014             | ТР ТС 034/2013   | О безопасности мяса и мясной продукции |                                   |
| Действует                          | 01.07.2014             | ТР ТС 025/2012   | О безопасности мебельной продукции |                                   |
| Действует                          | 01.07.2014             | ТР ТС 028/2012   | О безопасности взрывчатых веществ и изделий на их основе                                                                                         | 93/15/ЕЕС                         |
| Действует                          | 02.08.2014             | ТР ТС 001/2011   | О безопасности железнодорожного подвижного состава                                                                                               |                                   |
| Действует                          | 02.08.2014             | ТР ТС 002/2011   | О безопасности высокоскоростного железнодорожного транспорта                                                                                     |                                   |
| Действует                          | 02.08.2014             | ТР ТС 003/2011   | О безопасности инфраструктуры железнодорожного транспорта                                                                                        |                                   |
| Действует                          | 01.01.2015             | ТР ТС 018/2011   | О безопасности колесных транспортных средств |                                   |
| Действует                          | 15.02.2015             | ТР ТС 014/2011   | Безопасность автомобильных дорог |                                   |
| Действует                          | 15.02.2015             | ТР ТС 031/2012   | О безопасности сельскохозяйственных и лесохозяйственных тракторов и прицепов к ним                                                               |                                   |
| Действует                          | 15.05.2016             | ТР ТС 035/2014   | Технический регламент на табачную продукцию |                                   |
| Действует                          | 01.09.2017             | ТР ЕАЭС 040/2016 | О безопасности рыбы и рыбной продукции |                                   |
| Действует                          | 01.01.2018             | ТР ЕАЭС 036/2016 | Требования к сжиженным углеводородным газам для использования их в качестве топлива                                                              |                                   |
| Действует                          | 01.03.2018             | ТР ЕАЭС 037/2016 | Об ограничении применения опасных веществ в изделиях электротехники и радиоэлектроники                                                           | RoHS                              |
| Действует                          | 18.04.2018             | ТР ЕАЭС 038/2016 | О безопасности аттракционов |                                   |
| Действует                          | 17.11.2018             | ТР ЕАЭС 042/2017 | О безопасности оборудования для детских игровых площадок                                                                                         |                                   |
| Действует                          | 01.01.2019             | ТР ЕАЭС 044/2017 | О безопасности упакованной питьевой воды, включая природную минеральную воду                                                                     |                                   |
| Действует                          | 01.07.2019             | ТР ЕАЭС 045/2017 | О безопасности нефти, подготовленной к транспортировке и (или) использованию                                                                     |                                   |
| Действует                          | 01.01.2020             | ТР ЕАЭС 043/2017 | О требованиях к средствам обеспечения пожарной безопасности и пожаротушения                                                                      |                                   |
| Действует                          | 01.07.2021             | ТР ЕАЭС 049/2020 | О требованиях к магистральным трубопроводам для транспортирования жидких и газообразных углеводородов                                            |                                   |
| Действует                          | 01.01.2022             | ТР ЕАЭС 046/2018 | О безопасности газа горючего природного, подготовленного к транспортированию и (или) использованию                                               |                                   |
| Действует                          | 01.01.2023             | ТР ЕАЭС 051/2021 | О безопасности мяса птицы и продукции его переработки                                                                                            |                                   |
| Действует                          | 01.06.2023             | ТР ЕАЭС 050/2021 | О безопасности продукции, предназначенной для гражданской обороны и защиты от чрезвычайных ситуаций природного и техногенного характера          |                                   |
| Действует                          | 02.01.2025             | ТР ЕАЭС 052/2021 | О безопасности подвижного состава метрополитена                                                                                                  |                                   |
| Принят                             | 01.09.2028             | ТР ЕАЭС 048/2019 | О требованиях к энергетической эффективности энергопотребляющих устройств                                                                        |                                   |
| Принят                             | 01.01.2026             | ТР ЕАЭС 047/2018 | О безопасности алкогольной продукции |                                   |
| Принят                             | Неизвестно             | ТР ЕАЭС 041/2017 | О безопасности химической продукции | REACH                             |
| Принят                             | Неизвестно             | ТР ЕАЭС 039/2016 | О требованиях к минеральным удобрениям |                                   |
| Внутригосударственное согласование |                        |                  | О безопасности зданий и сооружений | ЕС 305/2011/                      |
| Внутригосударственное согласование |                        |                  | О безопасности легкорельсового транспорта, трамваев                                                                                              |                                   |
| Внутригосударственное согласование |                        |                  | О безопасности высоковольтного оборудования |                                   |
| Внутригосударственное согласование |                        |                  | О безопасности синтетических моющих средств и товаров бытовой химии                                                                              |                                   |
| Публичное обсуждение               |                        |                  | О безопасности кормов и кормовых добавок |                                   |
| Публичное обсуждение               |                        |                  | О безопасности строительных материалов и изделий                                                                                                 |                                   |

Примечания:
Внутригосударственное согласование — проект технического регламента прошел публичное обсуждение и внесен на внутригосударственное согласование.
Публичное обсуждение — проект технического регламента внесен на публичное обсуждение.

## Технические регламенты России
В соответствии с Договором о Евразийском экономическом союзе (Астана, 29 мая 2014 г.) со дня вступления в силу технического регламента Союза на территориях государств-членов соответствующие обязательные требования к продукции или к продукции и связанным с требованиями к продукции процессам проектирования (включая изыскания), производства, строительства, монтажа, наладки, эксплуатации, хранения, перевозки, реализации и утилизации, установленные законодательством государств-членов или актами Комиссии, действуют только в части, определённой переходными положениями, и с даты завершения действия переходных положений, определённых техническим регламентом Союза и (или) актом Комиссии, не применяются для выпуска продукции в обращение, оценки соответствия объектов технического регулирования, государственного контроля (надзора) за соблюдением требований технических регламентов Союза (данные положения не распространяются на применение санитарных, ветеринарно-санитарных и карантинных фитосанитарных мер).
Технические регламенты, принятые постановлениями правительства до 1 января 2020 года, не попали под регуляторную гильотину.
| Статус                                                                     | Наименование технического регламента | Введен документом                                           | Источник        | Примечание                                                    |
| -------------------------------------------------------------------------- | --- | ----------------------------------------------------------- | --------------- | ------------------------------------------------------------- |
| Действует                                                                  | О безопасности зданий и сооружений | Федеральный закон от 30.12.2009 г. № 384-ФЗ                 | [ 104 ]         |                                                               |
| Действует                                                                  | О требованиях пожарной безопасности | Федеральный Закон от 22.07.2008 г. № 123-ФЗ                 | [ 105 ]         |                                                               |
| Действует                                                                  | О безопасности объектов морского транспорта | Постановление Правительства РФ от 12.08.2010 г. № 620       | [ 106 ]         |                                                               |
| Действует                                                                  | О безопасности сетей газораспределения и газопотребления                                                                                          | Постановление Правительства РФ от 29.10.2010 г. № 870       | [ 107 ]         | с изменениями от 23.06.2011 г. вступил в силу с 08.11.2011 г. |
| Действует                                                                  | О безопасности объектов внутреннего водного транспорта                                                                                            | Постановление Правительства РФ от 12.08.2010 г. № 623       | [ 108 ]         | вступил в силу с 23.02.2012 г.                                |
| Для части продукции вступил в силу технический регламент Таможенного союза | Технический регламент на табачную продукцию | Федеральный Закон от 22.12.2008 г. № 268-ФЗ                 | [ 109 ]         |                                                               |
| Утратил силу                                                               | О требованиях безопасности крови, её продуктов, кровезамещающих растворов и технических средств, используемых в трансфузионно-инфузионной терапии | Постановление Правительства РФ от 26.01.2010 г. № 29        | [ 111 ]         |                                                               |
| Утратил силу                                                               | Технический регламент о безопасности химической продукции                                                                                         | Постановление Правительства от 7 октября 2016 г. № 1019     |                 |                                                               |
| Не применяется                                                             | О требованиях к автомобильному и авиационному бензину, дизельному и судовому топливу, топливу для реактивных двигателей и топочному мазуту        | Постановление Правительства РФ от 27.02.2008 г. № 118       | [ 114 ]         |                                                               |
| Утратил силу                                                               | Технический регламент на молоко и молочную продукцию                                                                                              | Федеральный Закон от 12.06.2008 г. № 88-ФЗ                  | [ 115 ]         | утратил силу с 1 января 2016                                  |
| Утратил силу                                                               | Технический регламент на масложировую продукцию                                                                                                   | Федеральный Закон от 24.06.2008 г. № 90-ФЗ                  | [ 117 ]         |                                                               |
| Утратил силу                                                               | Технический регламент на соковую продукцию из фруктов и овощей                                                                                    | Федеральный Закон от 27.10.2008 г. № 178-ФЗ                 | [ 117 ]         |                                                               |
| Утратил силу                                                               | О требованиях к выбросам автомобильной техникой, выпускаемой в обращение на территории Российской Федерации, вредных (загрязняющих) веществ       | Постановление Правительства РФ от 12.10.2005 г. № 609       | [ 118 ]         |                                                               |
| Утратил силу                                                               | О безопасности колесных транспортных средств | Постановление Правительства РФ от 10.09.2009 г. № 720       | [ 118 ]         |                                                               |
| Утратил силу                                                               | О безопасности низковольтного оборудования | Федеральный закон от 27.12.2009 г. № 347-ФЗ                 | [ 119 ]         |                                                               |
| Утратил силу                                                               | О безопасности высокоскоростного железнодорожного транспорта                                                                                      | Постановление Правительства РФ от 15.07.2010 г. № 533       | [ 120 ]         |                                                               |
| Утратил силу                                                               | О безопасности инфраструктуры железнодорожного транспорта                                                                                         | Постановление Правительства РФ от 15.07.2010 г. № 525       | [ 120 ]         |                                                               |
| Утратил силу                                                               | О безопасности железнодорожного подвижного состава                                                                                                | Постановление Правительства РФ от 15.07.2010 г. № 524       | [ 120 ]         |                                                               |
| Утратил силу                                                               | О безопасности оборудования для работы во взрывоопасных средах                                                                                    | Постановление Правительства РФ от 24 февраля 2010 г. № 86   | [ 121 ] [ 122 ] | утратил силу с 15.02.2013 г.                                  |
| Утратил силу                                                               | О безопасности средств индивидуальной защиты | Постановление Правительства РФ от 24 декабря 2009 г. № 1213 | [ 123 ] [ 124 ] | утратил силу с 01.06.2012 г.                                  |
| Утратил силу                                                               | О безопасности продукции, предназначенной для детей и подростков                                                                                  | Постановление Правительства РФ от 7 апреля 2009 г. № 307    | [ 125 ] [ 126 ] | утратил силу с 25.08.2012 г.                                  |
| Утратил силу                                                               | О безопасности пиротехнических составов и содержащих их изделий                                                                                   | Постановление Правительства РФ от 24 декабря 2009 г. № 1082 | [ 127 ] [ 128 ] | утратил силу с 15.02.2012 г.                                  |
| Утратил силу                                                               | О безопасности лифтов | Постановление Правительства РФ от 2 октября 2009 г. № 782   | [ 129 ] [ 130 ] | утратил силу с 15.02.2013 г.                                  |
| Утратил силу                                                               | О безопасности машин и оборудования | Постановление Правительства РФ от 15 сентября 2009 г. № 753 | [ 131 ] [ 132 ] | утратил силу с 15.03.2015 г., 2 года длился переходный период |
| Утратил силу                                                               | О безопасности аппаратов, работающих на газообразном топливе                                                                                      | Постановление Правительства РФ от 11 февраля 2010 г. № 65   | [ 133 ] [ 134 ] | утратил силу с 15.02.2013 г.                                  |

## Технические регламенты Республики Беларусь
| Обозначение / технологический номер | Наименование | Дата введения | Срок действия | Состояние      |
| ----------------------------------- | --- | ------------- | ------------- | -------------- |
| ТР 2007/001/BY                      | Низковольтное оборудование. Безопасность | 01.01.2013    | 01.01.2013    | Отменен        |
| ТР 2007/002/BY                      | Электромагнитная совместимость технических средств                                                                                              | 01.01.2013    | 01.01.2013    | Отменен        |
| ТР 2007/003/BY                      | Единицы измерений, допущенные к применению на территории Республики Беларусь                                                                    | 01.01.2010    | 27.11.2020    | Отменен        |
| ТР 2008/009/BY                      | Банковская деятельность. Информационные технологии. Информационная совместимость программных и программно-технических средств платежной системы | 01.01.2010    | 17.11.2018    | Отменен        |
| ТР 2008/011/BY                      | Автомобильный бензин и дизельное топливо. Безопасность                                                                                          | 01.07.2010    | 01.01.2013    | Отменен        |
| ТР 2008/012/BY                      | Неавтоматические весоизмерительные приборы. Основные требования                                                                                 | 01.01.2010    | 20.10.2017    | Отменен        |
| ТР 2009/013/BY                      | Здания и сооружения, строительные материалы и изделия. Безопасность                                                                             | 01.08.2010    |               | Введен впервые |
| ТР 2010/004/BY                      | Фасованные товары в упаковке. Требования к количеству товара и маркировке                                                                       | 01.01.2013    | 01.01.2013    | Отменен        |
| ТР 2010/006/BY                      | Медицинские изделия. Безопасность | 01.01.2015    | 01.01.2015    | Отменен        |
| ТР 2010/007/BY                      | Игрушки. Безопасность | 01.01.2013    | 01.01.2013    | Отменен        |
| ТР 2010/014/BY                      | Минеральные удобрения. Безопасность | 01.07.2011    |               | Введен впервые |
| ТР 2010/016/BY                      | Потребительская тара. Безопасность. Основные требования                                                                                         | 01.01.2013    | 01.01.2013    | Отменен        |
| ТР 2010/017/BY                      | Парфюмерно-косметическая продукция. Безопасность                                                                                                | 01.01.2013    | 01.01.2013    | Отменен        |
| ТР 2010/018/BY                      | Молоко и молочная продукция. Безопасность | 01.01.2014    | 01.01.2014    | Отменен        |
| ТР 2010/019/BY                      | Оборудование, работающее на газовом топливе. Безопасность                                                                                       | 01.01.2013    | 01.01.2013    | Отменен        |
| ТР 2010/021/BY                      | Ветеринарные препараты. Безопасность | 01.01.2014    | 01.01.2014    | Отменен        |
| ТР 2010/025/BY                      | Корма и кормовые добавки. Безопасность | 01.01.2011    |               | Введен впервые |
| ТР 2013/027/BY                      | Информационные технологии. Средства защиты информации. Информационная безопасность                                                              | 01.01.2014    |               | Введен впервые |
| ТР 2018/024/BY                      | Средства электросвязи. Безопасность | 01.01.2019    |               | Введен впервые |